# 昭陵妃园寝
昭陵妃园寝是清昭陵的陪葬墓之一:46，安葬有敏惠恭和元妃、懿靖大貴妃、康惠淑妃等十一位皇太極妃嫔。
康熙初年，此处妃园寝没有正式的命名，相关人员称为山陵:168。正式命名后，初称:83宸妃--懿靖大贵妃园寝:46，后称懿靖大贵妃园寝:83。《钦定盛京通志》盛京全图中，标注为贵妃园寝:9。此外，称昭陵妃园寝、昭陵贵妃园寝:168，民间俗称后陵。

## 历史
后金崇德六年（1641年），敏惠恭和元妃逝世，梓宫暂安于盛京城北地载门五里之处。崇德八年（1643年）二月初十日，奉安:168。同年，皇太極逝世，开始修建昭陵。顺治八年（1651年），昭陵竣工:45。康熙二年（1663年），福陵、昭陵进行改造。完工后，皇太極梓宫正式奉安昭陵地宫。敏惠恭和元妃梓宫移奉昭陵妃园寝。昭陵妃园寝开始修建的时间不详。根据为她守陵人员在康熙十年（1671年）对内务府的上奏:168—169，当在之前若干年。当代研究者笼统的称昭陵妃园寝“约始建于康熙初年”:83。嘉庆朝档案中，康熙年间逝世的康惠淑妃、懿靖大貴妃亦安葬于此:183。
昭陵妃园寝由昭陵总管及关防衙门管理。另设园寝首领2人，甲兵19人。以四品官1人、员外郎2人、领催8人负责安全及祭祀礼仪:83。每年清明、中元、立秋、岁暮举行大祭，每月初一、十五举行小祭，祭祀时间与昭陵主祭相同。妃园寝的大祭、小祭，仅祭祀规格、祭品多少等略逊于昭陵主祭:83。
敏惠恭和元妃生前所用器物存放于昭陵东配殿。曾为她和皇太極服务的人员亦随之来到昭陵，成为为她守陵的杂役:168—169。康熙帝、乾隆帝东巡昭陵时，会遣官祭祀妃园寝中的众嫔妃。康熙帝在康熙二十一年（1682年）第二次东巡谒陵时，曾亲诣昭陵妃园寝奠酒行祭礼:83。
嘉庆时，因“礼部衙门糊涂懒政”，误以为敏惠恭和元妃不在祭祀名单上，导致敏惠恭和元妃失去祭祀。甚至造成敏惠恭和元妃不葬于此处、“葬地不明”的说法:169—170。

## 建筑
昭陵妃园寝位于皇太極陵寝之西:46。建筑规制，与福陵寿康太妃园寝完全相同:83。
建筑坐北向南，布局呈长方形。以红墙围绕，周长152米:83，面积约1350平方米。前为正门，缭垣共47丈。内有享殿、茶膳房、果房、坟院等建筑:83。正红门、享殿各三间，为绿琉璃瓦的歇山顶建筑，建筑前后出廊，台基低矮，无月台:83。妃园寝南面有神道、广场。
坟院长17.45米，东西宽26.7米。11座坟丘纵向排列，正中四座、东侧三座、西侧四座:83。中国学界一般推测正中四座坟丘属于敏惠恭和元妃、懿靖大貴妃、康惠淑妃:183。清史专家李凤民推测其中一座坟丘应属于孝莊文皇后。孝莊文皇后与敏惠恭和元妃三人都曾是皇太極的福晋，当时地位相同。实际上，孝莊文皇后安葬于昭西陵，故李凤民推测坟丘当是空坟。其他坟丘均称为“格格坟”，是被称为格格的皇太极妃嫔的墓葬。嘉庆朝档案在不提及敏惠恭和元妃的情况下，称奉安于此的是懿靖大貴妃、康惠淑妃以及“格格等九位”:183。
乾隆十七（1752年），妃园寝建筑已多有损坏，需要修缮。清末时，由于时局原因，清廷已无力监管:83。中華民國大陸時期，妃园寝遭到盗挖。1930年代，日本学者佐田弘治郎在调查时，确认有十一座坟丘。故认为安葬于此有十一人。1950年代，妃园寝建筑已被完全拆除，成为废墟。砖头用以建筑其它房屋，即今[昭陵]公园照像部。
2003年时，因“一宫两陵”——沈阳故宫、清福陵、清昭陵申报世界文化遗产，沈阳文物考古所对昭陵妃园寝进行考古发掘，进行考古定位及整理后，显示了妃园寝建筑的轮廓、制式等。2010年《辽沈晚报》报道称，现在“妃园寝中鼓起来的坟包有十几个，多于十一座。这多出来的坟丘又是怎样形成的，已经没人能说得明白。”